# 1922 год в литературе

## Премии

### Международные
- Нобелевская премия по литературе — Хасинто Бенавенте-и-Мартинес, «За блестящее мастерство, с которым он продолжил славные традиции испанской драмы».

### Франция
- Гонкуровская премия — Анри Беро, «Лунный яд».
- Премия Фемина — Жак де Лакретель, Silbermann.

## Книги
- «Красный десант» — произведение Дмитрия Фурманова.

### Романы
- «Голый год» — роман Бориса Пильняка.
- «Еврей Зюсс» — роман Лиона Фейхтвангера.
- «Замок» — роман Франца Кафки.
- «Зигфрид и Лимузен» (Siegfried et le Limousin) — роман Жана Жироду.
- «Королёк — птичка певчая» — роман Решата Нури Гюнтекина.
- «Кристин, дочь Лавранса» — роман Сигрид Унсет.
- «Необычайные похождения Хулио Хуренито» — роман Ильи Эренбурга.
- «Одиссея капитана Блада» — роман Рафаэля Сабатини.
- «Пленница» — роман Марселя Пруста из цикла «В поисках утраченного времени».
- «Приключения Салли» — роман П. Г. Вудхауза.
- «Сиддхартха» — роман Германа Гессе.
- «Содом и Гоморра» — роман Марселя Пруста из цикла «В поисках утраченного времени».
- «Таинственный противник» — роман Агаты Кристи.
- «Фабрика Абсолюта» — роман Карела Чапека.

### Повести
- Повести Алексея Ремизова: «Ахру», «Корявка», «Бесприютная», «Повесть о Иване Семёновиче Стратилатове. Неуёмный бубен» и др.
- «Алые паруса» — повесть Александра Грина.

### Малая проза
- «Корабли в Лиссе» — рассказ Александра Грина.
- «Красная корона» — рассказ Михаила Булгакова.
- «Мара» — книга рассказов Алексея Ремизова.
- «Необыкновенные приключения доктора» — рассказ Михаила Булгакова.

### Пьесы
- «Тамара» — пьеса Фридриха Вольфа.

### Поэзия
- «Сестра моя — жизнь» — книга стихов Бориса Пастернака.
- «Люблю» — поэма Владимира Маяковского.

### Критика и публицистика
- «Иванов-Разумник. Творчество и критика» — критические статьи Алексея Ремизова.
- «Пшеница человеческая» — статья Осипа Мандельштама.

## Родились
- 14 февраля — Николай Александрович Рыбалко, советский поэт (умер в 1995).
- 28 февраля[1] — Юрий Михайлович Лотман, советский литературовед, культуролог и семиотик (умер в 1993).
- 20 апреля — Тасос Ливадитис, греческий писатель и поэт (умер в 1988).
- 21 апреля — Алистер Маклин, писатель (умер в 1987).
- 22 мая — Хол Клемент, американский писатель-фантаст (умер в 2003).
- 7 августа — Андре Рюэллан, французский писатель-фантаст (умер в 2016).
- 19 сентября — Деймон Найт, американский писатель-фантаст, критик (умер в 2002).
- 20 сентября — Григорий Михайлович Поженян, российский поэт, писатель (умер в 2005).
- 6 октября — Луиш Роману ди Мелу, кабо-вердианский поэт и писатель, писавший на португальском и креольском языках (умер в 2010).
- 27 октября — Джордж Генри Смит, американский писатель-фантаст (умер в 1996).
- 11 ноября — Курт Воннегут, американский писатель-фантаст, сатирик (умер в 2007).
- 14 декабря — Анаит Секоян, советская армянская писательница, сценарист, журналист (ум. в 1994).

## Умерли
- 1 февраля — Анри Рабюссон, французский писатель (родился в 1850).
- 22 февраля — Джон Нокс Бокве[2], один из первых литераторов-африканцев (родился в 1855)
- 21 марта — Раман Пиллаи, индийский писатель (родился в 1858).
- 3 июля — Станислав Козьмян, польский писатель и театральный деятель (родился в 1836).
- 1 декабря — Отто Эльстер, немецкий писатель, драматург (родился в 1852).